# Afrika (studijski album)
Afrika  je prvi studijski album pop pevačice Arijane Katavić objavljen 24. septembra 1997. godine za diskografsku kuću ZAM, na albumu ima devet pesama a samo za pesmu Afrika je uradjen spot. 

## Spisak pesama
| №  | Naziv                  | Trajanje | Spotovi |
| 1. | Afrika                 | 3:37     | Afrika  |
| 2. | Sanjam                 | 3:49     |         |
| 3. | Okrenuću tvoj broj     | 4:02     |         |
| 4. | Volim te i sad         | 3:22     |         |
| 5. | Miluj me               | 4:29     |         |
| 6. | Idi zbogom             | 3:16     |         |
| 7. | Još pre svitanja       | 3:58     |         |
| 8. | Manijak                | 4:05     |         |
| 9. | Ti nikad ne ćeš voleti | 4:11     |         |